# Pale Cocoon
Pale Cocoon (ペイル・コクーン Peiru Kokūn literalment: Capullo pàl·lid) és un anime en format OVA autoconclusiva, escrit i dirigit per Yasuhiro Yoshiura, i llançada directament en format DVD el 2006.
La història ofereix elements de ciència-ficció post-apocalíptica i drama, i se centra principalment en la vida sota el planeta per la destrucció humana del mateix, i els intents de recuperar la història mitjançant arxius dordinador.

## Sinopsi
En un futur en què la humanitat viu enclaustrada depenent de sistemes de supervivència, es crea la secció 92 per recuperar el seu passat. L'entusiasme inicial davant el descobriment dels registres històrics es perd ràpidament en descobrir que la humanitat va destruir el medi ambient i és responsable de la seva situació actual. El relat se centra en l'Ura qui obstinadament continua buscant el seu passat per allunyar-se de la realitat.

## Producció
El director, escriptor i productor d'aquest curtmetratge va ser Yasuhiro Yoshiura, Tohru Okada a càrrec de la música, el so va córrer per part de Kazumi Ohkubo i també com a productor Tom Nagae.
La producció va estar a càrrec íntegrament de Studio Rikka (fundada pel mateix Yoshiura) i va ser coproduïda per DIRECTIONS, mentre que la distribució de l'OVA en DVD va ser duta a terme per Avex al Japó i Dybex a Alemanya i França.
Durant la producció Yoshiura va comenta: «He creat els personatges fent servir animació a mà (llapis sobre paper de dibuix), i els fons són una barreja d'animació a mà i 3DCG. En lloc de col·locar dibuixos en 2D sobre fons 3D, jo intentava utilitzar tots dos estils per crear una imatge visual unificada».